# Kniefalte

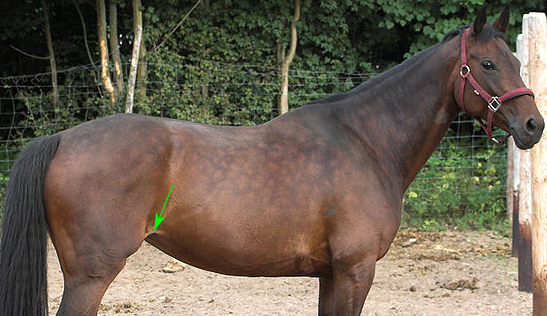
Kniefalte bei einem Pferd

Als Kniefalte (fachsprachlich-lateinisch: Plica lateralis) bezeichnet man in der Tieranatomie die Hautfalte zwischen der seitlichen Bauchwand und der Hintergliedmaße. Sie begrenzt die Leistenregion zur Seite hin. In der Kniefaltenregion (Regio plicae lateralis) liegen die Kniefaltenlymphknoten. Zudem verläuft in ihr der absteigende Ast der Arteria circumflexa ilium profunda. In die Kniefalte können bei Ferkeln oder Vögeln subkutane Injektionen vorgenommen werden. Zudem kann die Kniefalte bei Sauen in Form des Flankengriffs zur Untersuchung des Duldungsreflexes herangezogen werden.